# Doddington (Kent)
Pour les articles homonymes, voir Doddington.
Doddington est un village et une paroisse civile du Kent, en Angleterre. Il est situé dans le nord du comté, à 8 km au sud-ouest de la ville de Faversham. Administrativement, il relève du district de Swale.